# Irina Archipowa
Irina Konstantinowna Archipowa (ros. Ирина Константиновна Архипова; ur. 2 stycznia 1925 w Moskwie, zm. 11 lutego 2010 tamże) – rosyjska śpiewaczka operowa, wykonująca początkowo partie mezzosopranowe, a następnie kontraltowe.

## Początki kariery
W młodości chciała zostać architektem, przerwała jednak rozpoczęte studia w tym kierunku i w 1953 uzyskała w Konserwatorium Moskiewskim dyplom w klasie śpiewu klasycznego. Dołączyła do zespołu opery w Swierdłowsku, gdzie grała księżniczkę Eboli w Don Carlosie, Marfę w Chowańszczyźnie, Marynę w Borysie Godunowie i Charlottę w Werterze. W 1956 przeniosła się do Teatru Bolszoj, w którym zadebiutowała w roli Carmen. Pozostała jego solistką do 1988, wykonując m.in. klasyczny repertuar rosyjski.

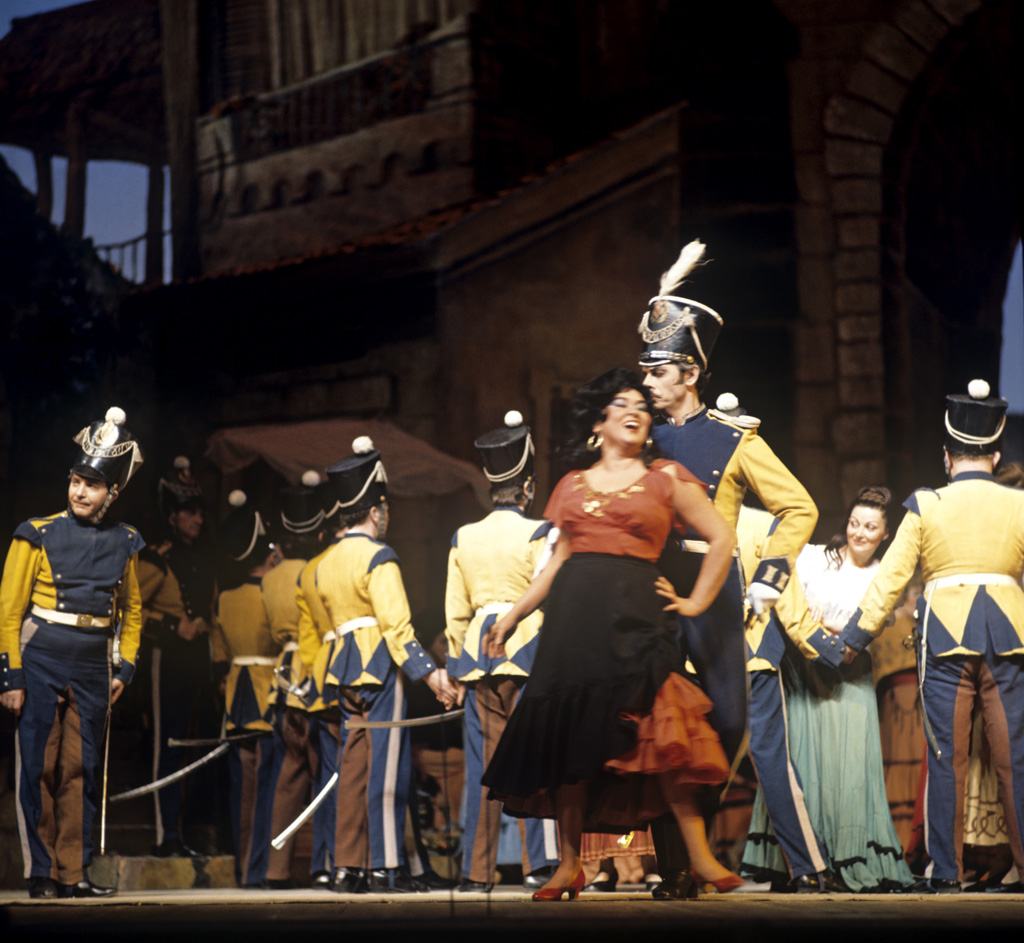
Irina Archipowa i Władisław Pjawko w operze Carmen, Teatr Bolszoj, 1972

## Kariera międzynarodowa
W 1960 po raz pierwszy otrzymała zgodę na występ poza ZSRR i wystąpiła jako Carmen na deskach opery w Neapolu. Od 1964 występowała w La Scali w rolach Marfy i Maryny, a także Heleny w Wojnie i pokoju. W 1972 wywołała sensację międzynarodową występem w roli Azuceny w operze Trubadur Giuseppe Verdiego, wystawionej w teatrze Orange. W latach 70. i 80. zagrała dwie inne słynne role w utworach tego kompozytora  – Amneris w Aidzie (San Francisco) i Ulrykę w Balu maskowym (Londyn). Do kreacji Azuceny wracała jeszcze wielokrotnie w Covent Garden. Śpiewała w teatrach operowych Wiednia, Berlina, Paryża, Belgradu i Marsylii. Pojawiła się także w Metropolitan Opera, choć dopiero w wieku 72. lat, występując w drugoplanowej roli niani w Eugeniuszu Onieginie. Niedługo później zakończyła karierę sceniczną i zajęła się reżyserią operową.
Zachwycała swoim głębokim, silnym mezzosopranem, uważanym za głos typowo słowiański. Jak rzadko która artystka umiała również ocenić swoje wokalne możliwości i samodzielnie dobierać repertuar, który nie nadwyrężał jej umiejętności. Wyróżniała się też wielką sceniczną osobowością. Oprócz muzyki operowej nagrywała również pieśni Czajkowskiego i innych kompozytorów rosyjskich, jednak większość jej płyt jest poza Rosją trudno dostępna.
Pochowana na Cmentarzu Nowodziewiczym w Moskwie.

## Życie prywatne
Była żoną tenora Władisława Pjawki.

## Odznaczenia i nagrody
Została uhonorowana Medalem „Sierp i Młot” Bohatera Pracy Socjalistycznej. Ponadto była odznaczona m.in. Orderem św. Andrzeja, Orderem „Za zasługi dla Ojczyzny” II klasy, trzykrotnie Orderem Lenina, Orderem Czerwonego Sztandaru Pracy i Medalem Puszkina. Laureatka Nagrody Leninowskiej w 1978.